# Abu-Hanifa-Moschee

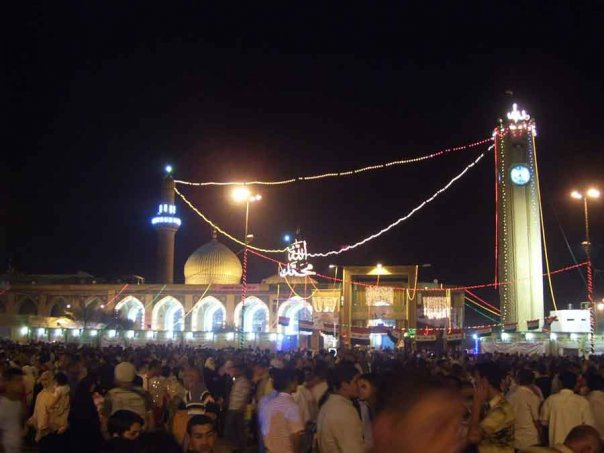
Abu-Hanifa-Moschee 2008

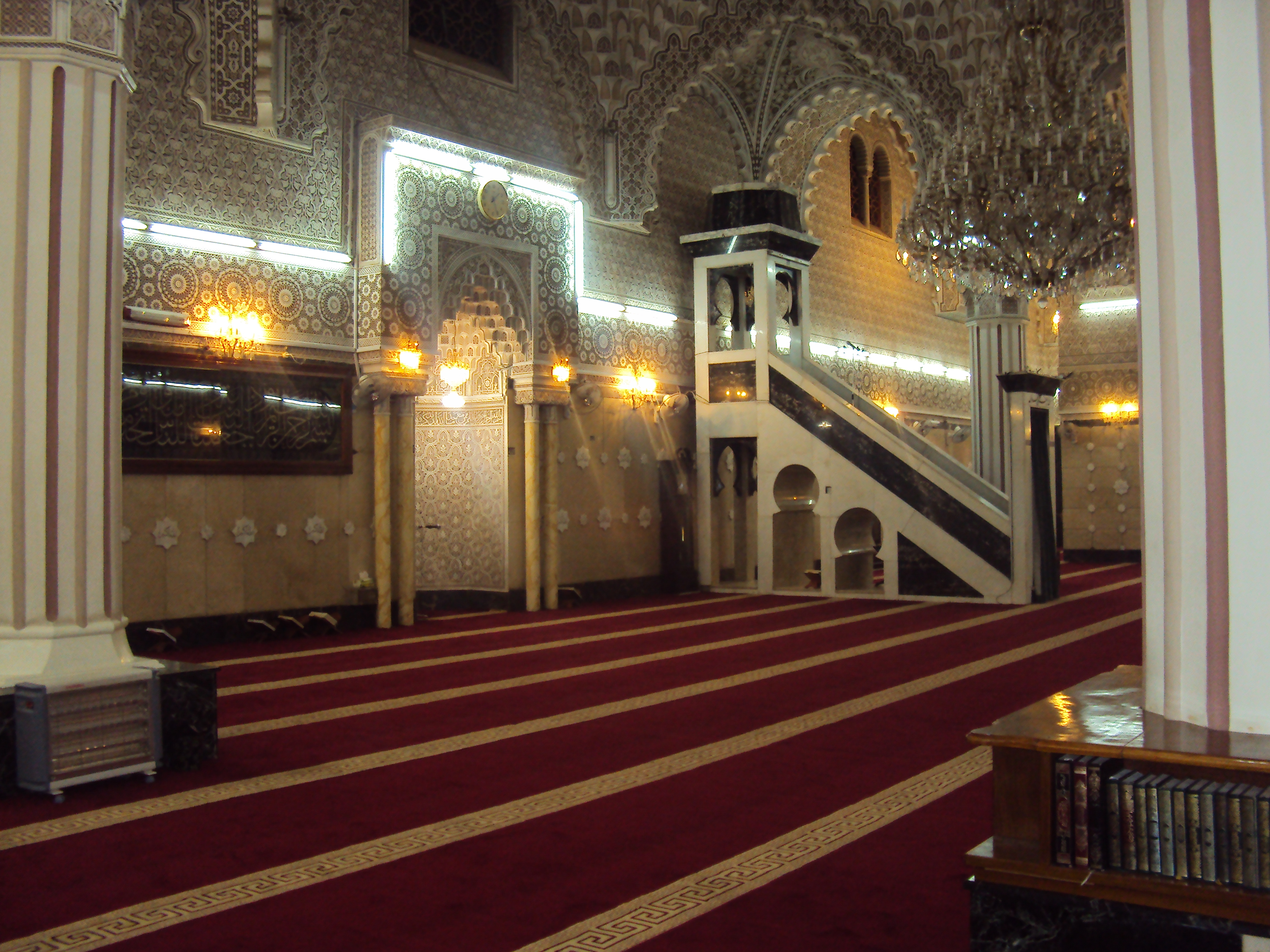
Abu-Hanifa-Moschee 2012

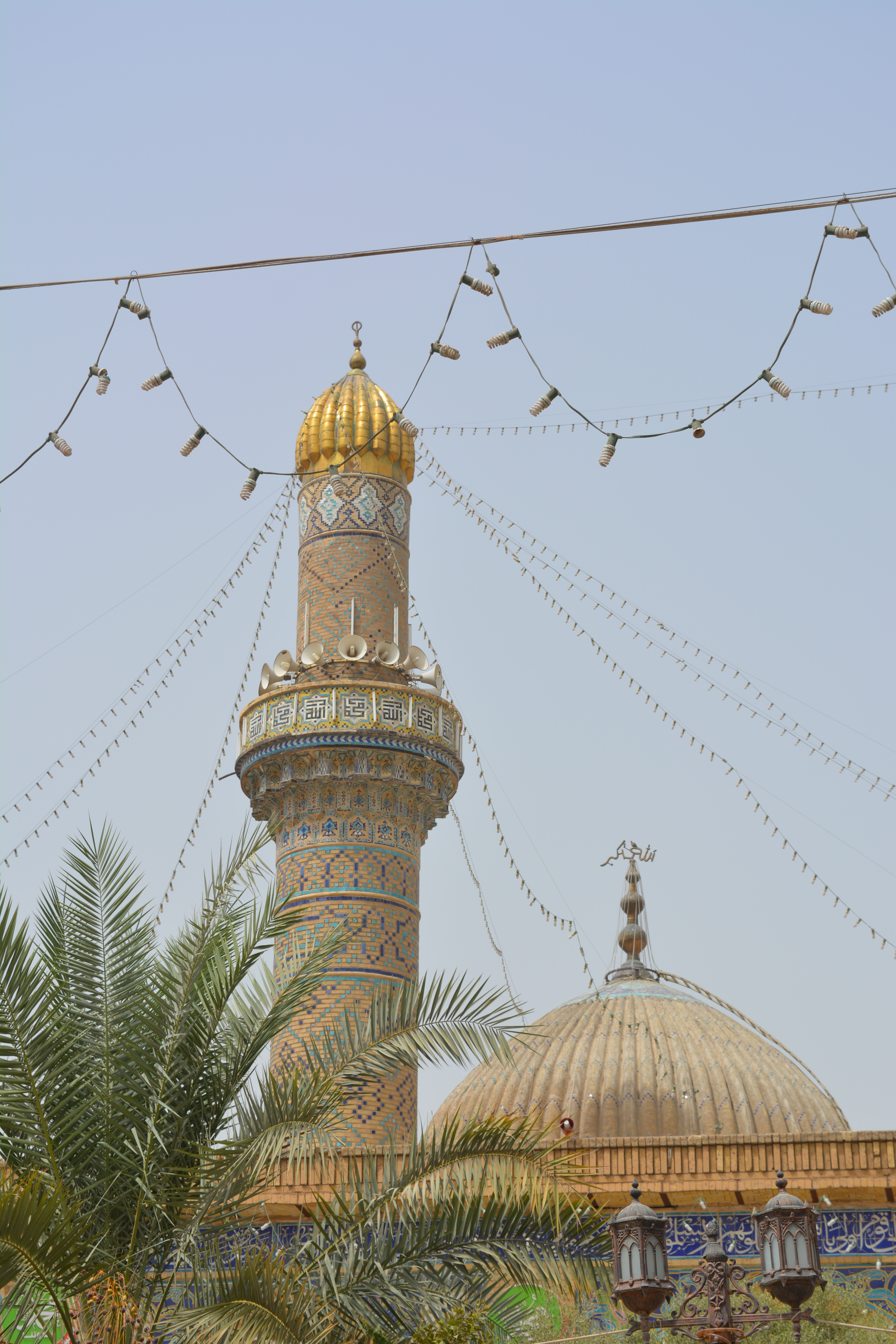
Abu-Hanifa-Moschee 2015

Die Abu-Hanifa-Moschee (arabisch مسجد أبو حنيفة, DMG Masǧid abū ḥanīfah) ist die bekannteste sunnitische Moschee in Bagdad.
Sie wurde von den Osmanen während ihrer über vierhundert Jahre dauernden Herrschaft im Irak in der Nähe von Abu Hanifas Grab gebaut, einem der Begründer der Hanafitischen Rechtsschule. Sie wird auch “Moschee des Größten Imam” (Masǧid al-Imâm al-A‘zam) genannt, al-Imâm al-A‘zam steht für der größte Imâm, wie Abu Hanifa von seinen Anhängern genannt wird. Die Moschee steht im Adamiya Stadtteil-Bagdads (Nord-Bagdad). Die Abu-Hanifa-Moschee gilt als ein sehr wichtiger Ort für sunnitische Muslime, speziell für Hanafiten, wozu auch die Einwohner des Stadtteiles Adamiya gehören. In der Vergangenheit waren die Moschee und der Stadtteil immer wieder ein Schauplatz von Kämpfen zwischen irakischen Rebellen und US-Truppen.
Am 19. November 2004 führten die US-Truppen und die irakischen Sicherheitskräfte einen Angriff auf die Abu-Hanifa-Moschee während eines Gebetes durch, bei dem vier Iraker getötet wurden. Der Angriff kam eine Woche nachdem ein Religionsgelehrter in der Moschee dazu aufgefordert hatte, die US-Truppen und die irakische Regierung zu bekämpfen. Viele sunnitische Iraker kritisierten die Operation, da die Moschee besonders heilig sei und eine der wichtigsten Personen des sunnitischen Islams dort begraben liegt. Als weitere Reaktion riefen Religionsgelehrte dazu auf, die anstehenden Wahlen zu boykottieren.  Am 23. November 2006 feuerten Terroristen zehn Mörsergranaten auf die sunnitische Abu-Hanifa-Moschee, dabei wurde mindestens eine Person getötet und sieben verletzt.